# Estação Tekstilhshchiki
Tekstilhshchiki (em russo:  Текстильщики) é uma das estações da linha Tagansko-Krasnopresnenskaia (Linha 7) do Metro de Moscovo, na Rússia. Estação «Tekstilhshchiki» está localizada entre as estações «Kuzminki» e «Volgogradskii Prospekt».